# 신카누마역
신카누마역(일본어: 新鹿沼駅)은 일본 도치기현 가누마시에 있는 도부 철도 닛코 선의 역이다. 역 번호는 TN 18이다.

## 역사
- 1929년 4월 1일: 스기토 역(현, 도부 도부쓰코엔 역)에서 당역까지 개통.
- 1983년: 화물 취급 폐지.
- 2003년 3월 19일: 특급 "케곤", "닛코"의 전 열차 정차 개시.
- 2012년
  - 3월 17일: TN 18의 역 번호 도입.
  - 4월 5일: 동서자유통로 공용 개시.
- 2015년 9월: 태풍 아타우에 의한 호우로, 당역 ~ 시모이마이치 역 구간이 불통이 되었고, 당역 ~ 기타카누마 역 구간의 노반 유출.

## 역 구조
혼합식 승강장 2면 3선의 지상역이다. 역사는 아사쿠사 방향 승강장 쪽에 있고, 도부 닛코 방면 승강장은 과선교에서 연결된다.
배리어 프리 설비로서 엘리베이터가 설치되어 있다. 2012년에 역의 동서를 연결하는 자유 통로의 건설이 진행되어 동년 4월 5일부터 공용을 개시하였다.

### 승강장
1・3번 선을 주로 본선으로, 2번 선을 상하행선 공용의 대피선으로 사용한다.
| 번호 | 노선    | 방향 | 행선 |
| ---- | ------- | ---- | --- |
| 1    | 닛코 선 | 상행 | 신토치기・도부 도부쓰코엔・ 도부 스카이트리 라인 기타센주・도쿄 스카이트리・아사쿠사・ ■ JR 신주쿠 방면 |
| 2    | 닛코 선 | 상행 | 신토치기・도부 도부쓰코엔・ 도부 스카이트리 라인 기타센주・도쿄 스카이트리・아사쿠사 방면               |
| 2    | 닛코 선 | 하행 | 시모이마이치・도부 닛코・ 기누가와 선 기누가와온센 방면                                                 |
| 3    | 닛코 선 | 하행 | 시모이마이치・도부 닛코・ 기누가와 선 기누가와온센 방면                                                 |

## 역 주변
- 동일본여객철도(JR 동일본) 닛코 선 가누마역 - 도보 30분 정도.
- 가누마 시 관공서
- 가누마 경찰서
- 가누마 시 소방 본부・가누마 소방서
- 가누마 우체국
- 가누마 도리이도초 우체국
- 가누마 시모다마치 우체국
- 니시카누마 우체국
- 간토 자동차 가누마 영업소
- 가미쓰가 종합 병원
- 도치기 현립 가누마 고등학교
- 도치기 현립 가누마 상공 고등학교
- 카와카미 스미오 미술관
- 국도 제121호선
- 국도 제293호선
- 국도 제352호선
- 도치기 현도 120호 신카누마 정차장선

## 사진

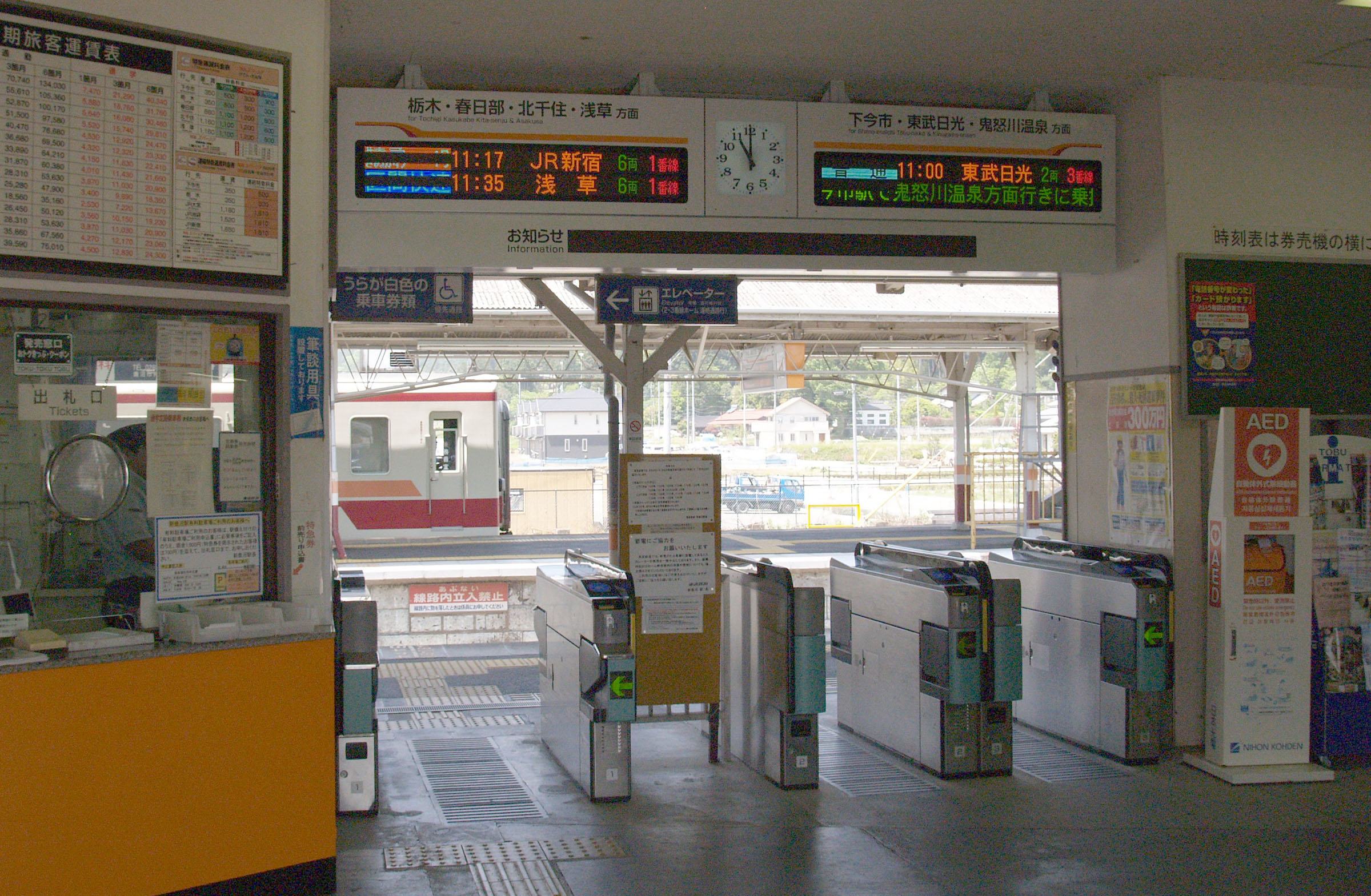
개찰(2011년 5월)
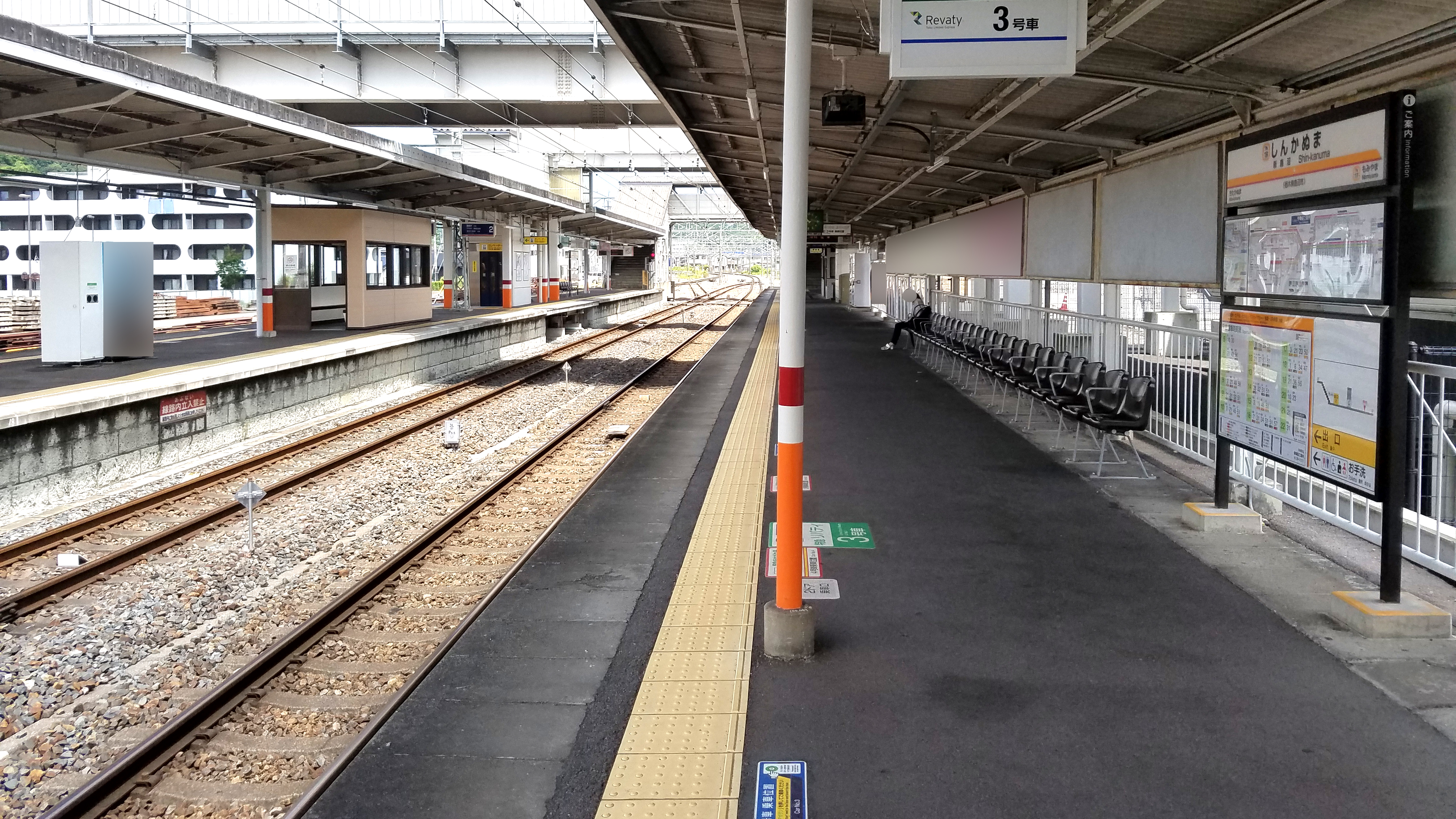
닛코 방면을 바라본 승강장 모습(2021년 8월)

## 인접역
| 도부 철도 닛코 선                   | 도부 철도 닛코 선  | 도부 철도 닛코 선                 |
| ----------------------------------- | ------------------ | --------------------------------- |
| TN 12 신토치기 도부 도부쓰코엔 방면 | ■ 급행             | 시모이마이치 TN 23 도부 닛코 방면 |
| TN 17 모미야마 도부 도부쓰코엔 방면 | ■ 구간 급행 ■ 보통 | 기타카누마 TN 19 도부 닛코 방면   |